# Flottemanville
Flottemanville è un comune francese di 202 abitanti situato nel dipartimento della Manica nella regione della Normandia.

## Società

### Evoluzione demografica
Abitanti censiti